# A Floresta Sombria
A Floresta Sombria (em chinês: 黑暗森林) é um romance de ficção científica de 2008 do escritor chinês Liu Cixin. É a sequência do romance vencedor do Prémio Hugo O Problema dos Três Corpos, na trilogia intitulada Lembranças do Passado da Terra, que os leitores chineses geralmente referem-se à série pelo título do primeiro romance. O romance é sobre a hipótese da floresta sombria (que recebeu o nome do romance), uma possível solução para o paradoxo de Fermi, embora teorias semelhantes tenham sido descritas já em 1983.

## Enredo
Numa retrospetiva, o professor de sociologia chinês Luo Ji tem um encontro casual com Ye Wenjie, a astrofísica do Problema dos Três Corpos que primeiro contactou os Trisolarianos e incentivou a sua invasão. Ela sugere que ele estude "sociologia cósmica" com base num conjunto de axiomas que ela partilha com ele. Nos dias atuais, a ONU está se preparando para uma invasão Trisolariana que ocorrerá em cerca de 421 anos. A principal dificuldade é a presença dos sophons, máquinas subatómicas ultra-inteligentes enviadas pelos Trisolarianos que bloqueiam avanços na física e espionam a Terra em tempo real. Além disso, a ONU enfrenta uma organização de lealistas Trisolarianos na Terra que realizam sabotagens. 
Para lidar com a ameaça dos sophons, a ONU cria o Programa "Barreira" ("Wallfacer"), onde quatro indivíduos são escolhidos para desenvolver estratégias secretas. Três desses escolhidos são especialistas conhecidos, e o quarto é o professor Luo Ji. Os Trisolarianos, que não têm conceitos de mentiras e enganos, criam os "Quebra-barreiras" ("Wallbreakers") para descobrir os planos dos Barreiras. Dois dos Quebra-barreiras conseguem arruinar as estratégias dos Barreiras, e o terceiro entra em hibernação, mas sua estratégia também falha. Inicialmente, Luo Ji não entende a razão de sua seleção como Barreira e recusa o cargo, mas acaba aceitando. Egoisticamente, ele usa seu poder para criar um paraíso isolado com uma família idealizada. 
Após vários anos de paz, sua esposa e filha entram em hibernação para se proteger até a chegada da frota Trisolariana. O Secretário-Geral da ONU revela que a hibernação foi planejada para motivá-lo a trabalhar. Luo descobre que foi escolhido como Barreira porque os Trisolarianos tentaram matá-lo diretamente e falharam. Ele conclui que a tentativa de assassinato está relacionada à conversa com Ye Wenjie e, portanto, formula um plano envolvendo a transmissão da localização de uma estrela a 49,5 anos-luz de distância, sem explicar seu propósito. Ele então entra em hibernação, pedindo para ser acordado se for notado algum efeito na estrela. Pouco depois de a transmissão ser enviada, a frota Trisolariana lança uma série de sondas com aceleração mais rápida que alcançarão o Sistema Solar muito antes do restante da força invasora. 
Após 200 anos, Luo é revivido e encontra um mundo mais avançado, com uma frota de naves maiores e mais rápidas que as Trisolarianas, mas a primeira sonda Trisolariana destrói a frota da Terra facilmente, mergulhando a humanidade em pânico e forçando muitas naves terrestres a fugir do Sistema Solar. A estrela cuja localização foi transmitida foi destruída por uma civilização avançada desconhecida. Luo revela que sua estratégia foi frustrada e explica a hipótese da "floresta sombria": a ideia de que as civilizações galácticas devem destruir outras para sobreviver. Luo tenta forçar uma trégua com os Trisolarianos ameaçando revelar a localização do seu planeta natal para a galáxia, mas a sonda Trisolariana bloqueia essa comunicação. Luo usa um plano alternativo para contornar o bloqueio da sonda, programando bombas nucleares para criar poeira cósmica que revela a localização de Trisolaris em código Morse. Em troca de não detonar as bombas, Trisolaris aceita a trégua e ajuda no progresso científico humano. Anos depois, Luo se reúne com sua família e conversa com um Trisolariano pacifista que fez o primeiro contato com Ye Wenjie, discutindo a possibilidade de iluminar a "floresta sombria" e estabelecer relações pacíficas entre as civilizações galácticas.

## Personagens
- Ye Wenjie (叶文洁)

Astrofísica que iniciou o contacto inicial entre a Terra e Trisolaris. Líder espiritual da Organização Terra-Trisolaris.
- Mike Evans (麦克·伊文斯)

Financiador e líder chave da ETO, morto em O Problema dos Três Corpos.
- Wu Yue (吴岳)

Capitão na Marinha do EPL.
- Zhang Beihai (章北海)

Comissário político na Marinha do EPL. Ele assassina defensores da pesquisa orientada pela mídia para garantir o desenvolvimento de propulsores mais capazes de viagens interestelares. Ele entra em hibernação porque seu triunfalismo aparentemente impecável será necessário no futuro. Quando é acordado, é nomeado comandante interino de uma das naves mais avançadas da humanidade para poder examinar os oficiais da frota existente e garantir que não sejam derrotistas. No entanto, revela-se que ele próprio é um derrotista que sabe que uma vitória militar é impossível e quer que a humanidade sobreviva fugindo do sistema solar. Graças a ele, muitas naves conseguem escapar. No entanto, mais tarde é revelado que ele sabe que a tripulação de cada nave concluirá independentemente que é altamente improvável que todas consigam chegar a um sistema estelar antes de esgotarem o combustível, e portanto, uma única nave deve destruir as tripulações das outras naves e recolher os recursos para maximizar a chance de sobrevivência dos humanos na sua viagem potencialmente interminável. Hesitando antes de iniciar este processo, outra nave ataca a sua e o mata, mas garante a sobrevivência desses humanos espaciais. A batalha, que deixa apenas uma nave viva em cada uma das duas frotas, é usada por Luo Ji para explicar como a "floresta sombria" opera na realidade. Um personagem importante no romance, a história de Zhang é contada em detalhe e serve como um paralelo ao enredo principal. De certa forma, ele é um Barreira renegado.
- Chang Weisi (常伟思)

General no EPL e colega de Zhang Beihai. Primeiro comandante da força espacial da humanidade e um derrotista que inveja o triunfalismo de Zhang.
- George Fitzroy

General dos EUA; coordenador no Conselho de Defesa Planetária; ligação militar com o projeto Hubble II.
- Albert Ringier

Astrónomo do Hubble II.
- Yang Jinwen (杨晋文)

Professor aposentado de ensino básico em Pequim.
- Miao Fuquan (苗福全)

Chefe de carvão em Shanxi; vizinho de Zhang e Yang.
- Zhang Yuanchao (张援朝)

Trabalhador aposentado de uma fábrica química em Pequim.
- Shi Qiang (史强)

Também apelidado de Da Shi (大史), um personagem recorrente de O Problema dos Três Corpos. Chefe de Segurança dos Barreiras que se torna um aliado próximo de Luo Ji. Afetado por leucemia e entra em hibernação para a batalha do apocalipse com Luo Ji, onde salva várias vezes a sua vida de um vírus assassino de computador.
- Shi Xiaoming (史晓明)

Filho de Shi Qiang.
- Kent (坎特)

Ligação com o PDC. Staff de Segurança dos Barreiras para Luo Ji. Apesar dos seus melhores esforços para proteger fisicamente Luo Ji num abrigo subterrâneo, ele transmite a arma biológica Bed Flu para Luo Ji. Morre de velhice na propriedade de Luo Ji.
- Say

Secretário-Geral das Nações Unidas, supervisiona a criação do projeto Barreira e seleciona Luo Ji, apostando que a sua importância para Trisolaris poderia gerar sucesso para a humanidade. Tenta criar um Projeto Memorial Humano para catalogar a cultura humana, que é destruído por ser considerado derrotista pelo Conselho de Defesa Planetária.
- Yamasugi Keiko (山杉恵子)

Neurocientista japonesa e esposa de Bill Hines; mais tarde revelada como a Quebra-barreira do seu marido.
- Garanin

Presidente rotativo do PDC.
- Ding Yi (丁仪)

Físico teórico, retornando de O Problema dos Três Corpos.
- Zhuang Yan (庄颜)

Graduada pela Academia Central de Belas Artes, torna-se mais tarde esposa de Luo Ji.
- Ben Jonathan

Comissário especial da Conferência Conjunta da Frota.
- Dongfang Yanxu (东方延绪)

Capitão da nave de guerra espacial Seleção Natural. Despedido do comando devido a uma varredura de comando da frota para evidências do uso de selos mentais, incapaz de impedir Zhang Beihai de assumir o controle total da nave capitânia e fugir da Terra. Tenta iniciar um ataque preventivo contra as outras naves devido à conclusão de que não há suprimentos suficientes entre as naves para realizar a viagem interestelar. Morto por um ataque mais rápido da Ultimate Law.
- Major Xizi

Oficial de ciência da Quantum.

### Barreiras
- Frederick Tyler (弗雷德里克·泰勒)

Ex-Secretário de Defesa dos EUA. Publicamente, ele elaborou um plano que parecia ser criar um grande número de caças kamikaze para combater a frota alienígena. No entanto, o verdadeiro plano de Tyler era muito mais complexo e traiçoeiro. Em vez de apenas enfrentar a frota Trisolariana, Tyler pretendia controlar remotamente esses caças para destruir as naves da Terra. Além disso, para enganar os Trisolarianos e fazer parecer que ele estava a trabalhar contra eles, Tyler planejou transportar uma grande quantidade de água para os alienígenas. A ideia era que, quando a frota de caças chegasse perto o suficiente, ela detonaria bombas de hidrogênio, o que causaria uma grande destruição dos alienígenas. Tyler ficou desesperado ao saber que seu verdadeiro plano de traição seria revelado ao mundo por um Quebra-barreira. Incapaz de se demitir do seu papel de Wallfacer porque não se pode provar que o plano revelado era o seu verdadeiro plano, Tyler acabou cometendo suicídio.
- Manuel Rey Diaz (曼努尔·雷迪亚兹)

Ex-Presidente da Venezuela. Publicamente, o seu plano era desenvolver bombas de hidrogénio muito poderosas para combater a frota Trisolariana. Na realidade, o plano era criar tantas bombas que ele teria o poder de desacelerar a órbita de Mercúrio e causar uma reação em cadeia onde todos os planetas do Sistema Solar seriam consumidos pelo Sol. A ideia era forçar a frota Trisolariana a render-se ameaçando destruição mútua – eles não teriam combustível suficiente para alcançar outro sistema planetário habitável. O seu Quebra-barreira explicou que ele nunca conseguiria o número de bombas necessárias e que a natureza do seu plano era demasiado escandalosa para o mundo. Ele então chantageia a ONU com falsas bombas nucleares para poder voltar à Venezuela, onde é rapidamente apedrejado até à morte pelo seu próprio povo por ameaçar a destruição do Sistema Solar.
- Bill Hines (比尔·希恩斯)

Neurocientista inglês e ex-presidente da UE. O seu plano externo era aumentar a inteligência humana a um nível suficientemente alto para superar o bloqueio científico na física de partículas causado pelos sophons. Isto não era possível devido às limitações computacionais. O seu verdadeiro plano era incutir um estado incorruptível de derrotismo nas forças armadas da humanidade, forçando a humanidade a desenvolver planos para escapar do sistema solar em vez de ficar e lutar.
- Luo Ji (罗辑)

Astrónomo e sociólogo. Recebeu os axiomas iniciais da sociologia cósmica de Ye Wenjie antes dos eventos da série. Ele torna-se seu próprio Quebra-barreira quando conclui que os axiomas resultam no estado de Floresta Sombria do universo e, assim, a única opção estratégica contra os Trisolarianos é a destruição mútua assegurada através da transmissão das suas coordenadas interestelares.

## Vídeos
- Waterdrop[4][5], referindo-se à sonda gota de água Trisolariana, é um filme de tributo de 14 minutos produzido por Wang Ren, que na altura era um estudante de pós-graduação em Arquitetura na Universidade de Columbia. O autor Liu Cixin comentou: "Este é o tipo de filme que eu tinha em mente. Se o sentimento de tal atmosfera puder ser transmitido num filme de O Problema dos Três Corpos, eu descansarei em paz depois de morrer."[6]

- MC Three Body - The Dark Forest é uma série de animação produzida por um grupo de fãs chineses. Inicialmente uma série de machinima produzida usando o videojogo Minecraft, eles depois passaram a utilizar software de animação profissional. A série foi lançada online no início de 2018.[7][8]

- Uma série de animação chinesa baseada em The Dark Forest foi exibida de 10 de dezembro de 2022 a 25 de março de 2023.[9]

- Uma série documental em três partes intitulada Rendezvous with the Future, que explora a ciência por trás da ficção científica de Liu Cixin, foi produzida pelos BBC Studios e lançada pela Bilibili na China em novembro de 2022. O segundo episódio aborda muitas ideias apresentadas em A Floresta Sombria, como o elevador espacial e a hibernação artificial. Uma versão internacional da série ainda não foi lançada.